# Hype Bros
Gli Hype Bros sono stati un tag team di wrestling attivo in WWE, composto da Mojo Rawley e Zack Ryder.
Prima del debutto di Mojo Rawley nel roster di SmackDown nel 2016, il duo combatteva ad NXT dal 2015.

## Storia

### WWE

#### NXT(2015–2016)
Il 18 giugno gli Hype Bros hanno sconfitto Angelo Dawkins e Sawyer Fulton. Ad NXT TakeOver: Brooklyn del 22 agosto gli Hype Bros e Enzo Amore e Colin Cassady hanno sconfitto i Revival (Dash Wilder e Scott Dawson) e gli American Alpha (Chad Gable e Jason Jordan) in un 8-Man Tag Team match.
Il 16 ottobre ad NXT gli Hype Bros hanno cercato di conquistare l'NXT Tag Team Championship senza successo. Il 22 ottobre ad NXT Rawley e Ryder hanno partecipato ad una 26-Man Battle Royal per determinare il contendente n°1 all'NXT Championship di Finn Bálor ma sono stati eliminati.

#### Main roster (2016–2017)
Con la Draft Lottery del 19 luglio 2016, Rawley è stato promosso nel main roster e trasferito a SmackDown. Essendo anche Ryder un membro di questo roster, i due hanno riformato gli Hype Bros. Nella puntata di Main Event del 29 luglio gli Hype Bros trionfano sui Vaudevillains (Aiden English e Simon Gotch). Sempre a Main Event, il 6 agosto, gli Hype Bros sconfiggono gli Ascension (Konnor e Viktor). Nella puntata di Main Event dell'11 agosto gli Hype Bros hanno trionfato sui Breezango (Fandango e Tyler Breeze). Nella puntata di SmackDown del 16 agosto gli Hype Bros, gli American Alpha (Chad Gable e Jason Jordan) e gli Usos (Jimmy e Jey Uso) hanno trionfato sui Vaudevillains, i Breezango e gli Ascension in un 12-Man Tag Team match. Il 21 agosto nel Kick-off di SummerSlam gli Hype Bros, gli American Alpha e gli Usos hanno sconfitto i Breezango, i Vaudevillains e gli Ascension (come il 16 agosto a SmackDown). Nella puntata di SmackDown del 23 agosto è stato annunciato il WWE SmackDown Tag Team Championship e, per questo motivo, è stato indetto un torneo per decretare i due team che si affronteranno l'11 settembre a Backlash. Il 25 agosto a Main Event gli Hype Bros hanno sconfitto i Vaudevillains. Nella successiva puntata di SmackDown del 27 agosto gli Hype Bros hanno affrontato e sconfitto i Vaudevillains nei quarti di finale del torneo per il WWE SmackDown Tag Team Championship. Nella puntata di SmackDown del 6 settembre gli Hype Bros sono stati sconfitti dal team formato da Heath Slater e Rhyno in semifinale, venendo eliminati. Tuttavia, poiché gli American Alpha sono stati costretti a lasciare vacante il loro posto in finale a causa di un infortunio di Chad Gable, gli Hype Bros hanno affrontato gli Usos per avere un posto in finale ma sono stati sconfitti. Nella puntata di SmackDown del 13 settembre gli Hype Bros sono stati nuovamente sconfitti dagli Usos. Nella puntata di SmackDown del 4 ottobre gli Hype Bros sono ritornati sconfiggendo i Vaudevillains. Il 9 ottobre nel Kick-off di No Mercy gli Hype Bros e gli American Alpha hanno sconfitto gli Ascension e i Vaudevillains. Nella puntata di Main Event del 13 ottobre gli Hype Bros hanno sconfitto nuovamente i Vaudevillains. Nella puntata di SmackDown del 25 ottobre gli Hype Bros hanno sconfitto gli Ascension in un Survivor Series Qualyfing match. Nella puntata di Main Event dell'11 novembre gli Hype Bros sono stati sconfitti dagli Usos. Il 20 novembre a Survivor Series gli Hype Bros hanno preso parte al 10-on-10 Traditional Survivor Series Tag Team Elimination match come parte del Team SmackDown contro il Team Raw, ma sono stati eliminati da Luke Gallows e Karl Anderson, mentre il Team Raw ha vinto l'incontro. Nella puntata di SmackDown del 22 novembre gli Hype Bros hanno partecipato ad un Tag Team Turmoil match per decretare i contendenti n°1 al WWE SmackDown Tag Team Championship di Heath Slater e Rhyno ma sono stati eliminati dai Breezango. Il 4 dicembre, nel Kick-off di TLC: Tables, Ladders & Chairs, gli Hype Bros, gli American Alpha e Apollo Crews hanno sconfitto gli Ascension, i Vaudevillains e Curt Hawkins. Nella puntata di SmackDown del 6 dicembre gli Hype Bros hanno sconfitto gli Ascension. Nella puntata di SmackDown del 13 dicembre gli Hype Bros hanno vinto una Battle royal che comprendeva anche gli American Alpha, gli Ascension, i Breezango, Heath Slater e Rhyno e i Vaudevillains, diventando i contendenti n°1 al WWE SmackDown Tag Team Championship. Zack Ryder è stato l'ultimo sopravvissuto che ha eliminato Konnor degli Ascension, aggiudicandosi la contesa. A causa di un impatto con l'apron ring, però, Ryder si è infortunato alla gamba e sarà costretto a restare fuori dal ring per 4-9 mesi, costringendo gli Hype Bros a rinunciare alla loro opportunità titolata e a restare temporaneamente inattivi, con Rawley che ha continuato la sua carriera in singolo. Ryder è successivamente ritornato nella puntata di SmackDown del 13 giugno con l'intenzione di riformare gli Hype Bros, dato che Mojo Rawley si era affermato nella competizione singola. Il 18 giugno 2017, nel Kick-off di Money in the Bank, gli Hype Bros hanno sconfitto i Colóns (Primo Colón e Epico Colón). Nella puntata di SmackDown del 27 giugno gli Hype Bros sono stati sconfitti dai WWE SmackDown Tag Team Champions, gli Usos (se gli Hype Bros avessero vinto avrebbero ottenuto una chances titolata). Nella puntata di SmackDown del 4 luglio gli Hype Bros hanno partecipato all'Indipendence Day Battle Royal per determinare il contendente n°1 allo United States Championship di Kevin Owens ma sono stati eliminati: Ryder è stato inspiegabilmente eliminato da Rawley mentre quest'ultimo è stato eliminato da Sami Zayn. Nella puntata di SmackDown del 22 agosto gli Hype Bros sono stati sconfitti dai WWE SmackDown Tag Team Champions, gli Usos, in un match non titolato. Nella puntata di Sin City SmackDown Live del 12 settembre gli Hype Bros sono stati sconfitti da Chad Gable e Shelton Benjamin; nel post match Rawley ha stretto la mano ai due vincitori, mentre Ryder se n'è andato via, deluso. Nella puntata di SmackDown del 19 settembre gli Hype Bros sono stati sconfitti dai WWE SmackDown Tag Team Champions Big E e Kofi Kingston del New Day in un match non titolato. Nella puntata di SmackDown del 26 settembre gli Hype Bros sono stati sconfitti dagli Usos. L'8 ottobre, nel Kick-off di Hell in a Cell, gli Hype Bros sono stati sconfitti da Chad Gable e Shelton Benjamin. Nella puntata di SmackDown del 10 ottobre gli Hype Bros hanno partecipato ad un Fatal 4-Way match che comprendeva anche gli Ascension, i Breezango e Chad Gable e Shelton Benjamin per determinare i contendenti n°1 al SmackDown Tag Team Championship degli Usos ma il match è stato vinto da Benjamin e Gable. Nella puntata di SmackDown del 21 novembre gli Hype Bros sono stati sconfitti dai Bludgeon Brothers (Harper e Rowan). Nella puntata di SmackDown del 28 novembre gli Hype Bros sono stati nuovamente sconfitti dai Bludgeon Brothers; nel post match, inoltre, Rawley ha effettuato un turn heel attaccando Ryder alle spalle, segnando di fatto la fine del loro team.

## Nel wrestling

### Mosse finali
- Hype Ryder (Rough Ryder (Ryder) / Spinebuster (Rawley) in combinazione)[1]

### Mosse finali di Mojo Rawley
- Hyper/Major Drive (Running seated senton)[2][3]

### Mosse finali di Zack Ryder
- Rough Ryder (Jumping Leg Lariat)

### Musiche d'ingresso
- "Stay Hype, Bro" dei CFO$ (NXT/Main roster; 19 agosto 2015–28 novembre 2017)

## Titoli e riconoscimenti
- Pro Wrestling Illustrated
  - 109° tra i 500 migliori wrestler singoli nella PWI 500 (2016) – Ryder[4]
  - 192° tra i 500 migliori wrestler singoli nella PWI 500 (2016) – Rawley
  - 111° tra i 500 migliori wrestler singoli nella PWI 500 (2017) – Rawley[5]
  - 173° tra i 500 migliori wrestler singoli nella PWI 500 (2017) – Ryder
- WWE
  - WWE Intercontinental Championship (1) – Ryder[6]
  - André the Giant Memorial Battle Royal di WrestleMania 33 – Rawley[7]